# کاترین دکستر مک‌کورمیک
کاترین دکستر مک‌کورمیک (به انگلیسی: Katharine Dexter McCormick؛ ۲۷ اوت ۱۸۷۵ – ۲۸ دسامبر ۱۹۶۷) معروف به کاترین مک‌کورمیک یک زیست‌شناس، مبارز حق رأی زنان و نیکوکار اهل ایالات متحده بود و پس از مرگ شوهرش وارث بخش قابل توجهی از ثروت خانواده مک‌کورمیک شد. او بودجه بسیاری از تحقیقات لازم برای توسعه قرص ضد بارداری خوراکی را تأمین کرد.